# Sthenarus rotermundi
Sthenarus rotermundi är en insektsart som först beskrevs av Clarke H. Scholtz 1847.  Sthenarus rotermundi ingår i släktet Sthenarus och familjen ängsskinnbaggar. Arten är reproducerande i Sverige. Inga underarter finns listade i Catalogue of Life.